# Dolní Bečva
Obec Dolní Bečva se nachází v okrese Vsetín ve Zlínském kraji. Žije zde přibližně 2 000 obyvatel.
V katastru obce se nachází socha pohanského boha Radegasta a také část vrcholu Radhoště s kaplí svatého Cyrila a Metoděje.

## Dějiny
První písemná zmínka o obci pochází z roku 1597.

## Pamětihodnosti
- Farní kostel svatého Antonína Paduánského
- Kaple svatého Cyrila a Metoděje na Radhošti
- Socha pohanského boha Radegasta
- Farní budova
- Kaple Panny Marie Bolestné v Horním Rozpitém
- Dřevěná zvonice na Pavlově lúce

## Galerie

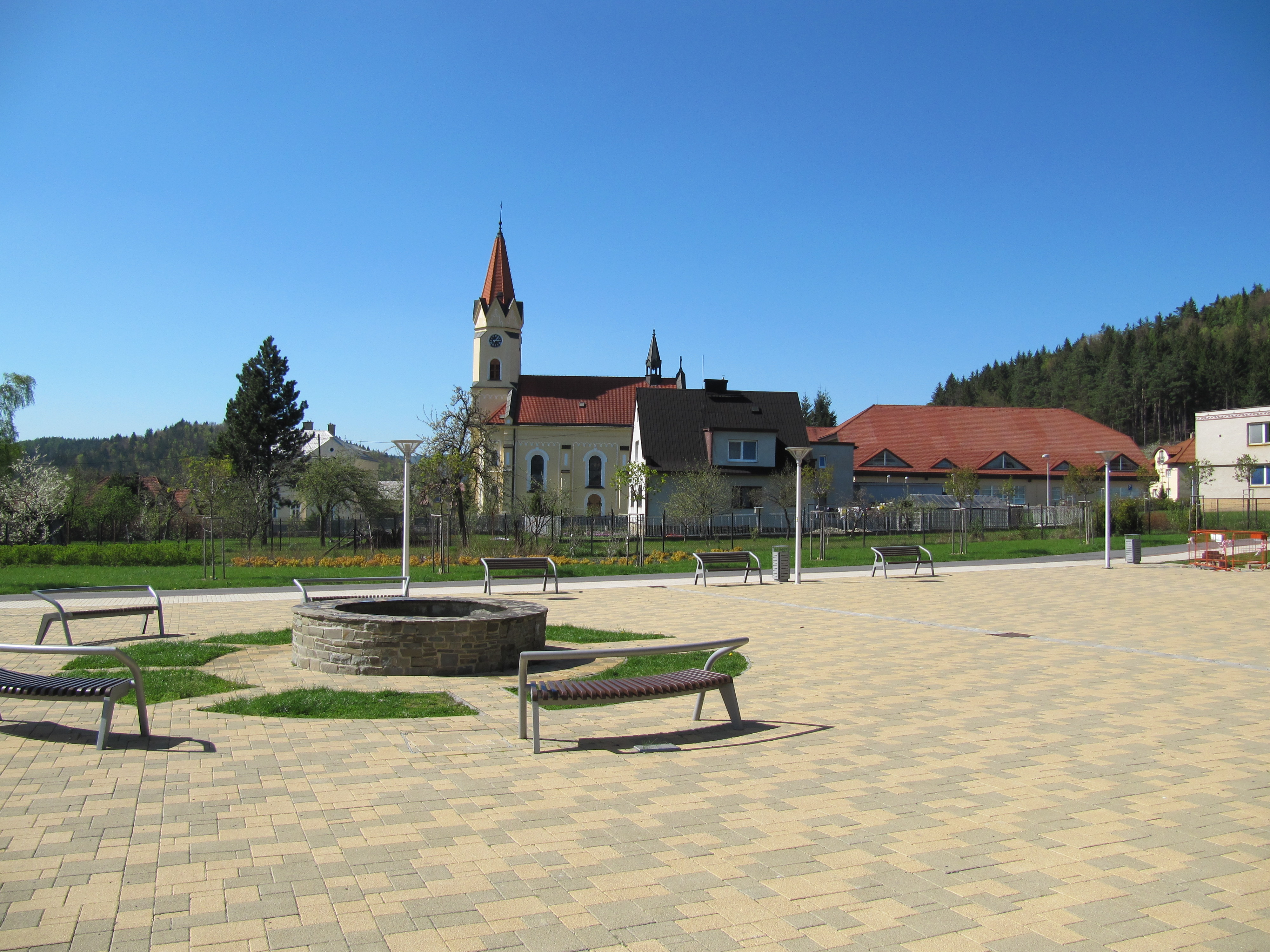
Náves
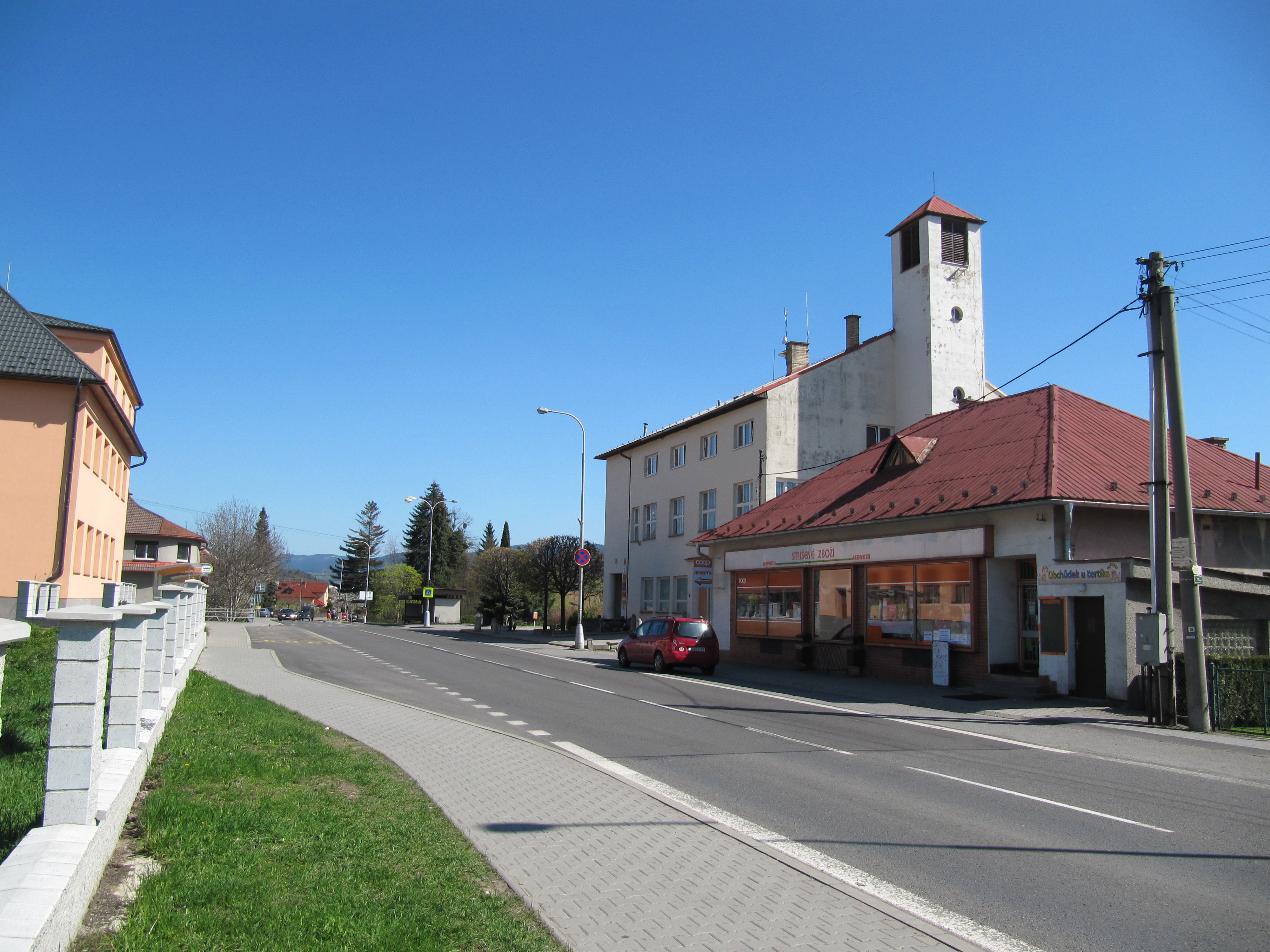
Hlavní ulice, směr Horní Bečva
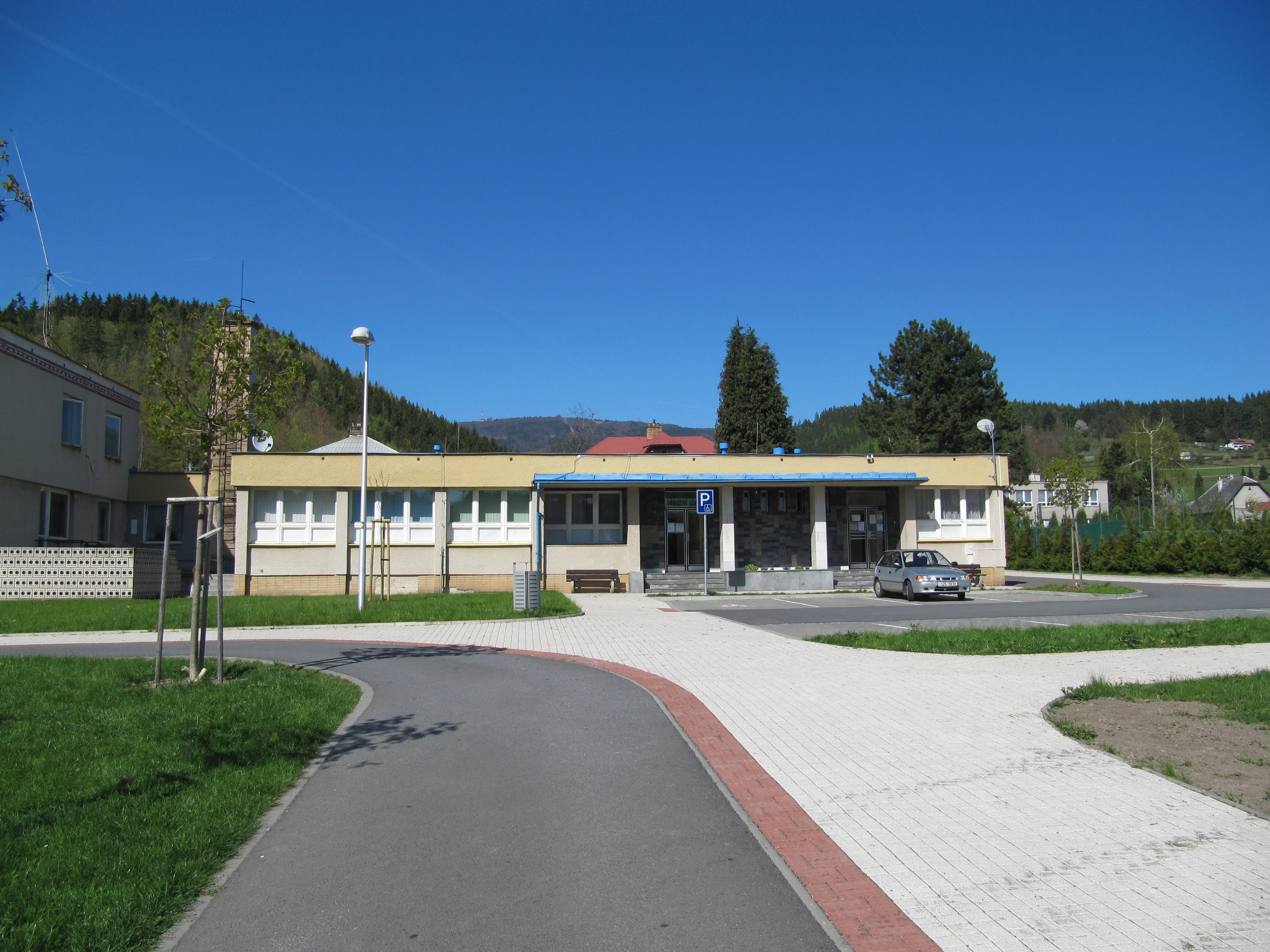
Zdravotní středisko
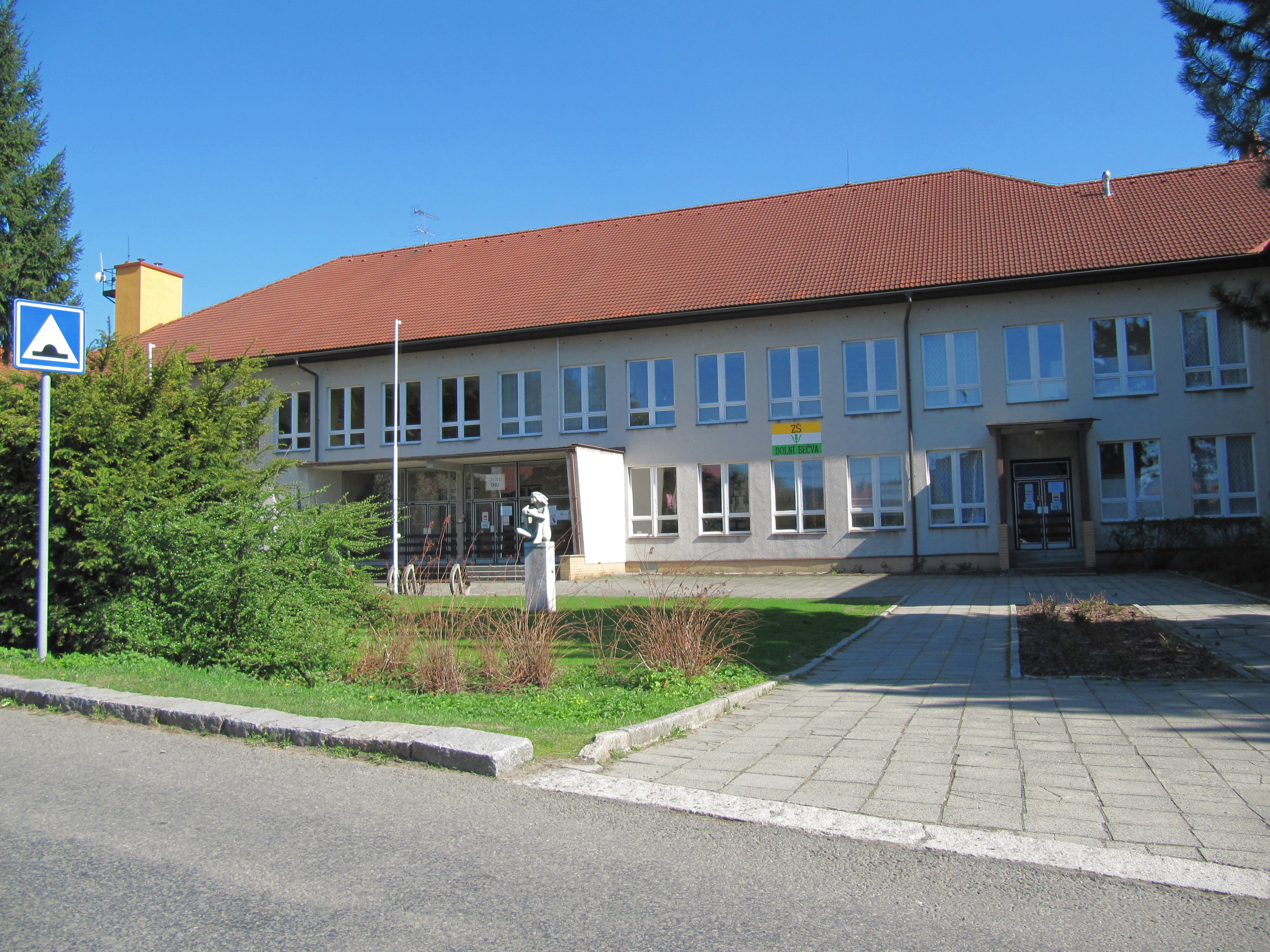
Škola